# Doba (Satu Mare)
Pour les articles homonymes, voir Doba.
Doba (Szamosdob en hongrois) est une commune roumaine du județ de Satu Mare, dans la région historique de Transylvanie et dans la région de développement du Nord-ouest.

## Géographie
La commune de Doba est située dans le centre-ouest du județ, à la frontière avec la Hongrie, dans la plaine du Someș, à 14 km au sud-ouest de Satu Mare, le chef-lieu du județ. Une grande partie de la commune est située sur l'emplacement des anciens marais Ecedea draînés au XXe siècle par le canal Homorod.
La municipalité est composée des cinq villages suivants (population en 2002) :
- Boghiș (736) ;
- Dacia (171) ;
- Doba (1 192), siège de la commune ;
- Păulian (500) ;
- Traian (185).

## Histoire
La première mention écrite du village de Doba date de 1241 sous le nom de Bissenorum. Le village de Boghiș apparaît en 1291. les trois autres villages sont de création beaucoup plus récentes puisqu'ils sont apparus après la Première Guerre mondiale, lors de l'assèchement des marais, dans les années 1920. Traian s'est tout d'abord appelée Principe Mihai, Păulian a été nommée ainsi en hommage au colonel Păulean, héros de la guerre.
La commune, qui appartenait au royaume de Hongrie, faisait partie de la principauté de Transylvanie et elle en a donc suivi l'histoire. Le village de Doba a été très prospère au Moyen Âge mais il a beaucoup souffert des guerres tout au long de son histoire. La dernière destruction a été l'œuvre des Tatars en 1711.
Après le compromis de 1867 entre Autrichiens et Hongrois de l'empire d'Autriche, la principauté de Transylvanie disparaît et, en 1876, le royaume de Hongrie est partagé en comitats, intègre le comitat de Szatmár (Szatmár vármegye).
À la fin de la Première Guerre mondiale, l'Empire austro-hongrois disparaît et la commune rejoint la Grande Roumanie au traité de Trianon.
En 1940, à la suite du deuxième arbitrage de Vienne, elle est annexée par la Hongrie jusqu'en 1944. Elle réintègre la Roumanie après la Seconde Guerre mondiale au traité de Paris en 1947.

## Politique
Le conseil municipal de Doba compte 11 sièges de conseillers municipaux. À l'issue des élections municipales de juin 2008, Mihai Ghetina (PNL) a été élu maire de la commune.
| Parti                                                | Nombre de conseillers |
| ---------------------------------------------------- | --------------------- |
| Parti national libéral (PNL)                         | 4                     |
| Parti social-démocrate (PSD)                         | 3                     |
| Union démocrate magyare de Roumanie (UDMR)           | 2                     |
| Parti démocrate-libéral (PD-L)                       | 1                     |
| Parti de la Nouvelle Génération - Chrétien-démocrate | 1                     |

## Religions
En 2002, la composition religieuse de la commune était la suivante :
- Chrétiens orthodoxes, 71,30 % ;
- Réformés, 19,79 % ;
- Pentecôtistes, 4,23 % ;
- Grecs-Catholiques, 2,15 % ;
- Catholiques romains, 1,76 %.

## Démographie
En 1910, à l'époque austro-hongroise, la commune comptait 1 623 Hongrois (52,07 %) et 1 493 Roumains (47,90 %).
En 1930, on dénombrait 2 399 Roumains (68,74 %), 984 Hongrois (28,19 %), 13 Juifs (0,37 %) et 88 Tsiganes (2,52 %).
En 1956, après la Seconde Guerre mondiale, 3 380 Roumains (76,57 %) côtoyaient 1 010 Hongrois (22,88 %) et 22 Tsiganes (0,50 %).
En 2002, la commune comptait 1 838 Roumains (66,02 %), 535 Hongrois (19,21 %), 265 Tsiganes (9,51 %) et 136 Ukrainiens (4,88 %). On comptait à cette date 1 030 ménages et 980 logements.
| 1880  | 1890  | 1900  | 1910  | 1920  | 1930  | 1941  | 1956  | 1966  |
| ----- | ----- | ----- | ----- | ----- | ----- | ----- | ----- | ----- |
| 2 028 | 2 619 | 2 988 | 3 117 | 2 824 | 3 490 | 3 377 | 4 414 | 4 266 |

| 1977  | 1992  | 2002  | 2007  | - | - | - | - | - |
| ----- | ----- | ----- | ----- | - | - | - | - | - |
| 3 929 | 3 848 | 3 784 | 2 773 | - | - | - | - | - |

## Économie
L'économie de la commune repose sur l'agriculture et l'élevage. La commune dispose de 4 913 ha de terres arables, de 83 ha de prairies, de 883 ha de pâturages et de 311 ha de forêts.

## Communications

### Routes
Doba est située sur la route nationale DN19 (Route européenne 671), Satu Mare-Carei-Oradea.

## Lieux et monuments
- Doba, église réformée construite de 1796 à 1798 et achevée en 1890[10].
- Boghiș, église orthodoxe des Sts Archanges datant de 1858[11].
- Boghiș, église réformée datant de 1890[12].